# Euxoa rubefactalis
Euxoa rubefactalis är en fjärilsart som beskrevs av Augustus Radcliffe Grote 1880. Euxoa rubefactalis ingår i släktet Euxoa och familjen nattflyn. Inga underarter finns listade i Catalogue of Life.